# Kåre Ingebrigtsen
Kåre Hedley Ingebrigtsen (ur. 11 listopada 1965 w Trondheim) – norweski piłkarz występujący na pozycji pomocnika.

## Kariera klubowa
Ingebrigtsen jako junior grał w amatorskich klubach Utleira oraz Malmvik. W 1985 roku trafił do Rosenborga Trondheim. Od czasu debiutu był tam zawodnikiem rezerwowym. W sezonie 1985 zdobył z klubem mistrzostwo Norwegii. Na sezon 1987 wypożyczono go do klubu Frigg. Po powrocie do Rosenborga stał się jego podstawowym graczem. W kolejnych latach wywalczył z klubem trzy mistrzostwa Norwegii (1988, 1990, 1992), trzy Puchary Norwegii (1988, 1990, 1992) oraz 2 wicemistrzostwa Norwegii (1989, 1991).
W 1993 roku Ingebrigtsen odszedł do angielskiego Manchesteru City. W Premier League zadebiutował 30 stycznia 1993 w wygranym 3:2 meczu z Blackburn Rovers. W Manchesterze pełnił rolę rezerwowego. Był stamtąd wypożyczany do Rosenborga Trondheim, Strømsgodset IF oraz Lillestrøm SK. W tym czasie zdobył z Rosenborgiem mistrzostwo Norwegii (1993), a z Lillestrøm wywalczył wicemistrzostwo Norwegii (1994).
W 1996 roku podpisał kontrakt z Lillestrøm SK. W tym samym roku został graczem Rosenborga Trondheim, z którym w ciągu dwóch lat zdobył dwa mistrzostwa Norwegii. Jego ostatnim klubem w karierze Byåsen IL Trondheim, gdzie grał do 1999 roku.

## Kariera reprezentacyjna
W reprezentacji Norwegii Ingebrigtsen zadebiutował 7 listopada 1990 w wygranym 3:1 towarzyskim meczu z Tunezją. W tamtym spotkaniu strzelił także gola. Był uczestnikiem eliminacji do Mistrzostw Europy 1992, Mistrzostw Świata 1994 oraz Mistrzostw Europy 1996. Jego reprezentacja awansowała tylko na Mistrzostwa Świata, jednak nie został powołany do kadry na ten turniej. W drużynie narodowej ostatni raz zagrał 22 lipca 1995 w towarzyskim meczu z Francją (0:0). W kadrze rozegrał w sumie 23 spotkania i zdobył jedną bramkę.

## Kariera trenerska
Po zakończeniu kariery Ingebrigtsen został trenerem. W 2007 roku został szkoleniowcem trzecioligowego Ranheim Fotball. W tym samym roku objął stanowisko trenera pierwszoligowego klubu Bodø/Glimt.